# 紫川出入口
紫川出入口（むらさきがわでいりぐち）は福岡県北九州市小倉北区にある北九州高速道路4号線の出入口。1号線に接続する紫川JCTと隣接している為、北九州高速道路の拠点ともされる。

## 周辺
- 南小倉駅（JR九州日豊本線）
- 小倉リハビリテーション病院
- 篠崎八幡神社
- 山田緑地
- スーパーセンタートライアル東篠崎店
- サンリブきふね

## 料金所

### 入口
- ブース数：2
  - ETC/一般：1
  - 閉鎖中：1

## 隣
北九州高速4号線
(405,406)足立出入口 - (407)紫川出入口 - 紫川JCT - (408)山路出入口/PA